# 歐文島 (南設得蘭群島)
歐文島（英語：Owen Island），是南極洲的島嶼，位於南設得蘭群島的喬治王島北岸，處於朗德角和波廷傑角之間，在1935年由英國研究隊繪入地圖和命名，被國際鳥盟列為重點鳥區，是約21,000雙南極企鵝的棲息地，現時由南極條約體系管理。